# En yankee i Berlin
En yankee i Berlin (engelska: The Big Lift) är en amerikansk långfilm från 1950 i regi av George Seaton, med Montgomery Clift, Paul Douglas, Cornell Borchers och Bruni Löbel i rollerna. Filmen berättar historien om luftbron under Berlinblockaden 1948-1949.

## Handling

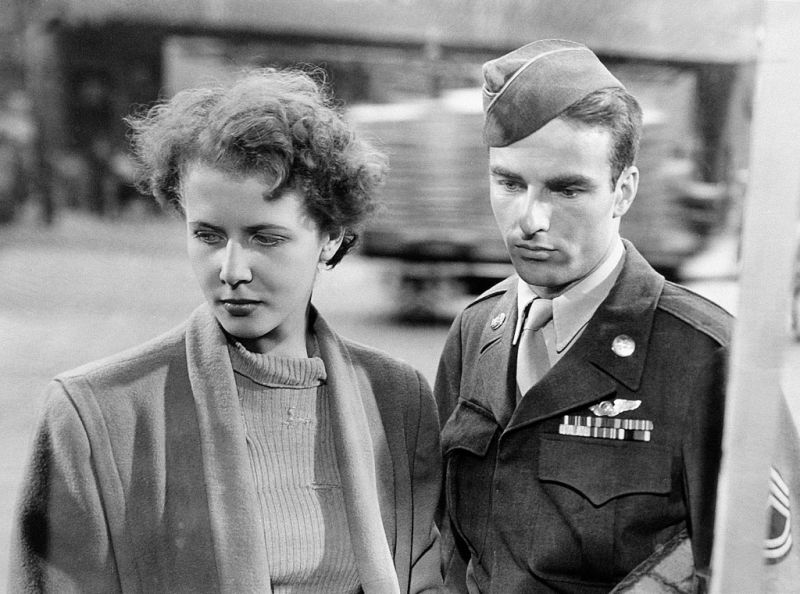
Cornell Borchers och Montgomery Clift i En yankee i Berlin

När den sovjetiska armén blockerar alla infartsvägar till Västberlin måste de allierade använda flygplan för att transportera in förnödenheter. Bland alla de soldater som används finns bland andra Fanjunkare Henry 'Hank' Kowalski (Paul Douglas) och Fanjunkare Danny MacCullough (Montgomery Clift). Efter en flygning när de är på det 100 000:e planet att landa blir besättningen tillfälligt kändisar. Danny blir förälskad i krigsänkan Frederica Burkhardt (Cornell Borchers) som kommer för att tacka besättningen på Berlins kvinnors vägnar.
De båda går till en klubb där de träffar Hank och hans flicka Gerda (Bruni Löbel). Hank satt som krigsfånge i Tyskland under andra världskriget och ser ner både på det tyska folket och sin tjej. När han ser en av sina fångvaktare slår han halvt ihjäl mannen. Danny lyckas stoppa Hank men när militärpolisen anländer misstar de situationen och tror Danny legat bakom. Han och hans tjej flyr över till den ryska sidan av staden. När de återvänder till den västra sidan så har Hank och Gerda redan tagit sig till Fredericas lägenhet. Frederica säger att hon vill gifta sig med Danny och flytta till USA, men hennes granne Stieber (O.E. Hasse) lyckas ge Danny ett brev hon skrivit till sin tyska älskare i USA om hur hon kommer skilja sig från nya make så snart hon kan. Bröllopet ställs därför in. Hank har däremot mer tur i kärlek; han har insett hur han behandlat sin tjej och ändrar sig. Han avslöjar för Danny att han begärt att bli permanent förflyttad till Berlin.

## Rollista
| Montgomery Clift | – Fanjunkare Danny MacCullough     |
| Paul Douglas     | – Fanjunkare Henry 'Hank' Kowalski |
| Cornell Borchers | – Frederica Burkhardt              |
| Bruni Löbel      | – Gerda                            |
| O.E. Hasse       | – Stieber                          |

## Produktion
Filmen spelades in på plats i Berlin och all militärpersonal förutom Clift och Douglas spelas av riktiga militärer.
Att få tillstånd att filma på den ryska sidan av Berlin var inte lätt, men efter att ha lovat att informera flera veckor i förväg var och när man skulle filma, så godkände ryssarna begäran. När de väl anlände till den ryska sidan så fanns det inga soldater eller poliser för att hålla ordningen och de fick själva hålla borta åskådarna. Då de började filma så började även en högtalare skrika ut hur mycket sämre världen hade det utanför den sovjetiska sfären. Filmarna insåg snart att högtalaren aldrig skulle tystna utan filmade färdigt sina scener och la på dialogen efteråt. När de nästa dag av ren nyfikenhet besökte samma ställe var högtalaren bortplockad.